# ليونارد وايت (سياسي)
ليونارد وايت (بالإنجليزية: Leonard White)‏ هو سياسي أمريكي، ولد في 3 مايو 1767 في هافر هيل في الولايات المتحدة، وتوفي بنفس المكان في 10 أكتوبر 1849. حزبياً، نشط في الحزب الفيدرالي الأمريكي. وقد انتخب عضو مجلس نواب ماساتشوستس وانتخب عضو مجلس النواب الأمريكي.